# 成格
成格（穆麟德轉寫：cengge，1769年—1838年），字果庭，伊爾根覺羅氏，滿洲正黃旗人。清朝政治人物、清朝刑部尚書，进士出身。

## 生平
乾隆甲寅年举人，嘉庆元年，登进士。道光二年九月二十九，由浙江布政使升任廣西巡撫。道光三年十一月十一（1823年12月12日），调任刑部左侍郎。曾任烏魯木齊都統。道光十四年三月庚午，接替明山，擔任清朝刑部尚書，后改兵部尚書。由鄂山接任。

## 家庭
- 世祖愛素呢。
- 世祖赫臣。“赫臣，正黄旗人，世居瓦爾喀地方，國初偕族衆來歸。……其子克福管佐領事，……授騎都尉，擢吏部理事官，恩詔加至三等輕車都尉，任陵寢總管”（载《八旗滿洲氏族通譜》卷14）。
- 世祖克宜福（又克福），授三等輕車都尉，陵寢總管。
- 太高祖喀齊蘭，佐领、副都統。“喀齊蘭，正黄旗人，赫臣之孫，克福之子也，初襲佐領，旋擢吏部理事官，……厯任副都統。第三子闗布原任郎中；第四子達爾漢由委署護軍叅領從征厄魯特噶爾丹，著有勞績，授雲騎尉。……曾孫增福現任防禦，永全現任佐領，滿岱現任司庫”（载《八旗滿洲氏族通譜》卷14）。
- 高祖達爾漢，授云骑尉。
- 曾祖常在。
- 祖父满垈，员外郎。
- 父达冲阿，内阁中书。妻宁古塔氏，佟佳氏。
- 妻梁氏（父正藍旗漢軍、工部郎中梁珙）。
- 子英淳，督察院笔帖式；妻乌札库氏。英桂，道光十五年（1835）乙未恩科顺天乡试举人，湖南衡州府知府；妻郭佳氏（父镶蓝旗满洲进士穆彰阿）。
- 孙儿培昌，道光二十三年顺天乡试举人[2]，工部郎中；妻觉罗氏。廉昌，道光二十一年（1841年）辛丑恩科进士。彦昌，道光二十七年（1847年）丁未科进士。寶昌，同治十三年（1874年）甲戌科進士。
- 玶常在为成格之曾孙女[3]。

## 資料
1. ↑  广西地方志. . 广西地方志.   [2013-01-18]. （原始内容存档于2013-10-14）.
2. ↑  载《直省同年全錄: (道光23年[1843]癸卯科)》
3. ↑  .   [2018-01-23]. （原始内容存档于2021-08-19）.

| 官衔            | 官衔                                                                                     | 官衔            |
| --------------- | ---------------------------------------------------------------------------------------- | --------------- |
| 前任： 盧坤     | 清朝廣西巡撫 道光二年九月二十九 - 道光三年十一月十一 1822年11月12日 - 1823年12月12日     | 繼任： 毓岱     |
| 前任： 明山     | 清朝刑部滿尚書 道光十四年三月庚午 - 道光十八年閏四月己丑 1834年4月13日 - 1838年6月10日   | 繼任： 鄂山     |
| 前任： 宗室禧恩 | 清朝兵部滿尚書 道光十八年閏四月己丑 - 道光十八年閏四月庚寅 1838年6月10日 - 1838年6月11日 | 繼任： 宗室奕顥 |
| 前任： 宗室奕紀 | 清朝禮部滿尚書 道光十八年閏四月庚寅 - 道光十八年八月丙戌 1838年6月11日 - 1838年10月5日   | 繼任： 奎照     |